# Alex Ahrendtsen
Alex Ahrendtsen, né le 14 février 1967 à Kolding (Danemark), est un homme politique danois, membre du Parti populaire danois. Il est député au Folketing depuis 2011.

## Biographie
Alex Ahrendtsen est diplômé en 1996 en danois, littérature, religion et grec ancien à l'université d'Odense. Après ses études, il occupe différents emplois en parallèle de sa carrière d'auteur. Il travaille également dans le milieu de l'édition à partir de 2003.
Engagé au sein du Parti populaire danois, il est candidat aux élections législatives de 2001, de 2005 et de 2007, sans parvenir à être élu,,.
Il est élu député au Folketing pour la première fois lors des élections législatives de septembre 2011. Il devient alors le porte-parole de son parti sur les questions de culture et d'enseignement primaire.
Il est réélu au Folketing lors des élections législatives de juin 2015, de juin 2019 et de novembre 2022,,.